# Herpeperas rectalis
Herpeperas rectalis là một loài bướm đêm trong họ Noctuidae.